# ジュール・ド・ポリニャック
ジュール・オーギュスト・アルマン・マリー・ド・ポリニャック（フランス語: Jules Auguste Armand Marie, prince de Polignac, 1780年5月14日 - 1847年3月30日）は、フランスの王党派政治家、貴族。極端な反動政治を行ったフランス復古王政期の首相。第3代ポリニャック公爵。

## 生涯
ヴェルサイユでポリニャック公爵と妻ヨランド・ド・ポラストロン夫人の次男として生まれる。幼い頃は母の特権的地位のおかげでヴェルサイユ宮廷に部屋13箇所を持った環境の中で育った。姉のアグラエも名門大貴族のギッシュ公爵家の後継者であるアントワーヌ・ド・グラモンに嫁ぎ、ポリニャック家の将来は盤石だと考えた。しかしフランス革命が勃発すると、一族はオーストリアに亡命し、母さえ急死した。革命によってもたらされた家庭の不運と共に、生涯全般にわたって繰り返された亡命や放浪と投獄は彼をして厳格な正統主義者の姿勢を固めるようにした。以後、ナポレオン治下のフランスに帰国、反革命運動に荷担した。アグラエが火災で事故死した翌年の1804年にはジョルジュ・カドゥーダルとジャン＝シャルル・ピシュグリュの陰謀への関与を疑われ、1813年まで投獄された。
1814年にナポレオンが失脚すると、陸軍少将に昇進して第10軍団長に任命され、南西部地方の軍区を管轄した。百日天下の間はヘントに避難したブルボン家を随行しており、この時期から、ポリニャックは専らアルトワ伯の側近でありながら自分が加入した信仰の騎士団のような超王党派の中心人物として活動した。1820年に教皇ピウス7世により「ロマン公爵」（Prince Romain）の称号を与えられ、1823年に国王ルイ18世により駐英大使に任命された。大使在任中、ギリシャ独立戦争をめぐる神聖同盟各国との外交調整を担い、ギリシャの自治を承認するロンドン条約にフランス全権代表として調印した。
1824年、アルトワ伯がシャルル10世として即位したが、新しい国王は自由主義勢力を穏健に扱うヴィレール伯とマルティニャック子爵の内閣を不信していた。1829年8月8日、ポリニャックは議会の休会期を乗じてパリに召喚されて外務大臣となり、11月には首相に就任した。この人事は、絶対主義に基づいた王権神授説に執着する偏狭な人物として知られるポリニャックに対する反感、特にアンシャン・レジーム末期にマリー・アントワネット王妃の寵臣であった彼の母が、宮廷の混乱を煽ったことから起因した亡霊を連想させることで、極めて否定的な視線に直面した。しかも閣僚の人選においてワーテルローの戦い当時に師団長として同僚を裏切り、プロイセン軍に投降した履歴のあるブールモン将軍が陸軍大臣に起用されたことも世間の酷評を買う要因となった。議会の自由主義議員はもとより、シャトーブリアンなどの王党派一部からさえ冷笑的な反響を呼ぶほどだった。折からフランス経済は1827年以来、農産物の不作と深刻な不況に陥っており、労働者やブルジョワ階級を中心に王政への不満が高まっていった。
ポリニャック内閣は国民の不満をそらすため1830年6月にアルジェリア遠征を実施する一方、7月には「七月勅令」を打ち出した。これは、報道の自由の制限、下院の解散、4分の3の有権者からの投票権の剥奪、新しい有権者による下院選挙の実施という「4つの制限」を国民に課し、フランスを絶対主義の時代に戻そうというものであった。ここにいたって国民の怒りも頂点に達し、ついに七月革命が勃発した。貴族院での裁判の結果、終身刑を言い渡されたが、1836年の大赦で国外追放に減刑され、イギリスに渡った。後にパリに住まないことを条件に帰国を許可され、1847年3月30日にパリ西部近郊サン＝ジェルマン＝アン＝レーで没した。